# Røa

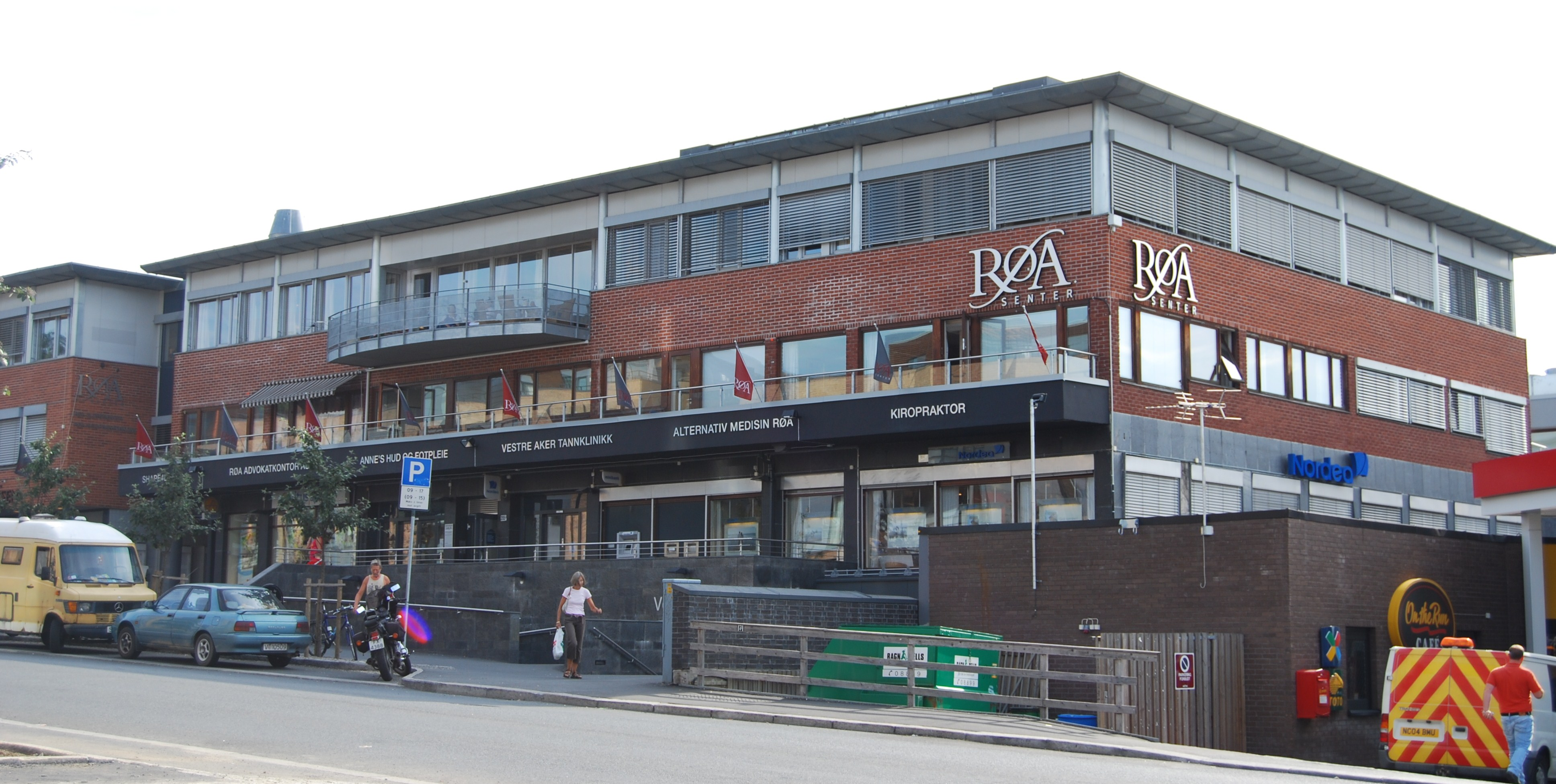
Røa

Røa är en förort som ligger i den västra delen av Oslo, Norge. Det var tidigare en egen stadsdel (en administrativ enhet) i Oslo kommun. Røa gränsar till Bærums kommun i väster. Vid stadsdelsreformen 2004 blev Røa sammanslagen med Vinderen och är nu en del av bydelen Vestre Aker. Røa hade bydelsnummer 7.
Namnets ursprung är en fornnordisk pluralform av ruð, som betyder 'röjning', alltså betyder namnet 'röjningarna'. Rød eller Røed är också namn på gårdar som har legat i Røa-området.
Røas idrottsklubb Røa IL har en mycket framgångsrik damfotbollssektion, Røa Dynamite Girls.